# Il suffira d'un signe
Singles de Jean-Jacques Goldman
High Fly
(1980) Quelque chose de bizarre
(1982)
Il suffira d'un signe, aussi titrée Il suffira et Il suffira (d'un signe), est une chanson écrite, composée et interprétée par Jean-Jacques Goldman. Sortie en septembre 1981 en premier single extrait de son premier album studio Jean-Jacques Goldman, il s'agit du titre qui lança la carrière solo de Goldman.

## Historique
En 1981, Jean-Jacques Goldman a déjà une carrière musicale assez remplie. Sa discographie se résume à sa participation au sein du groupe Taï Phong, pour lequel il enregistre trois albums avec la formation, suivi d'une première tentative de carrière solo, qui s'est soldée par un échec.
La chanson est un « hymne d'espoir » selon Fabien Lecœuvre, écrite à la fin des années 1970. Elle évoque les possibilités de changement et est inspirée par la situation en Iran, sans citer précisément cette situation, et l'espérance en des jours meilleurs, à la demande d'un producteur, qui demande à Goldman d'écrire des titres pour une jeune chanteuse participant à l'émission télévisée Le Jeu de la chance. La chanson passe inaperçue, mais le jeune éditeur Marc Lumbroso, qui a remarqué le titre, rencontre le chanteur et lui fait faire une maquette qu'il propose à Epic, le label des nouveaux talents de CBS. Goldman enregistre alors son premier album, qui contient Il suffira d'un signe, chanson durant près de six minutes.

## Sortie et accueil
Cette chanson, au départ, peine à démarrer au Hit RTL, où elle est classée à partir du 11 octobre 1981, jour du trentième anniversaire de Goldman, ne progressant que de quinze places en 18 semaines. Mais Monique Le Marcis, la directrice des programmes de RTL, passe par là et matraque le titre sur les ondes. Un passage le 6 mars 1982 dans l'émission 
Champs-Élysées contribue aussi à faire connaître le titre. Il suffira d'un signe va réussir à obtenir un succès commercial comme single en devenant numéro un en mai 1982. Premier d'une longue liste de tubes (mis à part Quelque chose de bizarre, second single extrait de Jean-Jacques Goldman, qui passe inaperçu), c'est la chanson qui a véritablement lancé la carrière solo de Goldman.
La version album de cette chanson dure près de six minutes, tandis que les versions radio et clip, amputées du second couplet, ne durent qu'un peu plus de quatre minutes.
À noter que sur la pochette de l'album Jean-Jacques Goldman, la chanson est intitulée Il suffira et Il suffira (d'un signe) sur la pochette du 45 tours.
Le single s'est vendu à plus de 400 000 exemplaires en France.
En 1992, Goldman reprend le titre avec Carole Fredericks et Michael Jones pour l'album live Sur scène du trio. Par la suite, cette version live sera publiée en single fin 1992, où il atteindra la 14e place du Top 50.

### Versions anglaises
En 1983 sortent deux adaptations en anglais de cette chanson. L'une d'entre elles, Just a little sign, est chantée par Jean-Jacques Goldman lui-même, cependant les paroles sont écrites par Graham Lyle. L'adaptation est diffusée sur un 45 tours en Allemagne uniquement, et ne rencontre pas de succès. On retrouve en face B I won't talk about her, adaptation de Je ne vous parlerai pas d'elle.
L'autre version est interprété par Linda Singer, une jeune chanteuse de Montréal. Elle s'intitule Hold on tight. Encore une fois, c'est un échec commercial.
Toutes ces tentatives d'Anglicisation traduisent une volonté chez Epic Records, sa maison de disque, de viser l'international pour s'exporter afin d'atteindre un public plus large.

## Classements
| Classement (1982)   | Meilleure position |
| ------------------- | ------------------ |
| Europe (Europarade) | 19                 |
| France (IFOP)       | 7                  |

| Classement (1993) | Meilleure position |
| ----------------- | ------------------ |
| France (SNEP)     | 14                 |

| Classement (1982) | Position |
| ----------------- | -------- |
| France (SNEP)     | 42       |

| Classement (1993) | Position |
| ----------------- | -------- |
| France (SNEP)     | 78       |